# Ян Ксаверій Каневський

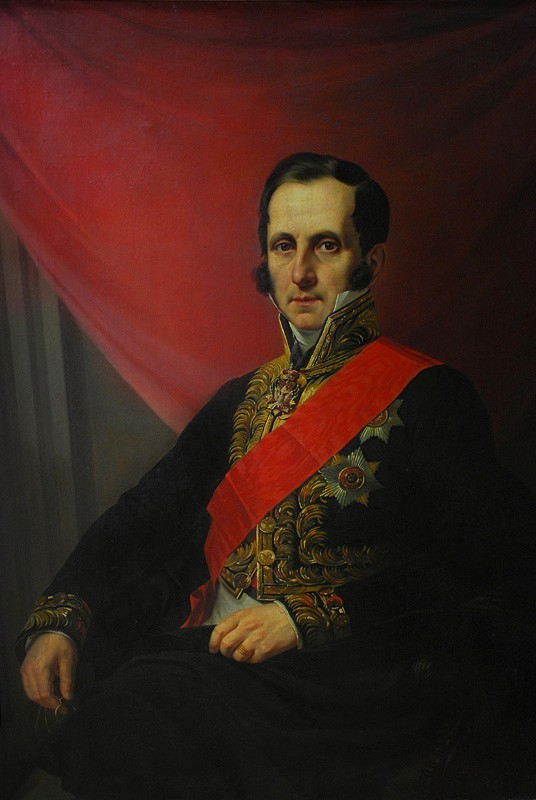
Портрет графа С. С. Уварова, Президента Імператорської академії наук

Ян Ксаверій Каневський (пол. Jan Ksawery Kaniewski, італ. Francesco Saverio Kaniewski; 1805, Красилів, Подільська губернія (тепер Хмельницька область, Україна) — 13 червня 1867, Варшава) — польський художник-портретист, академік Імператорської Академії мистецтв.

## Біографія

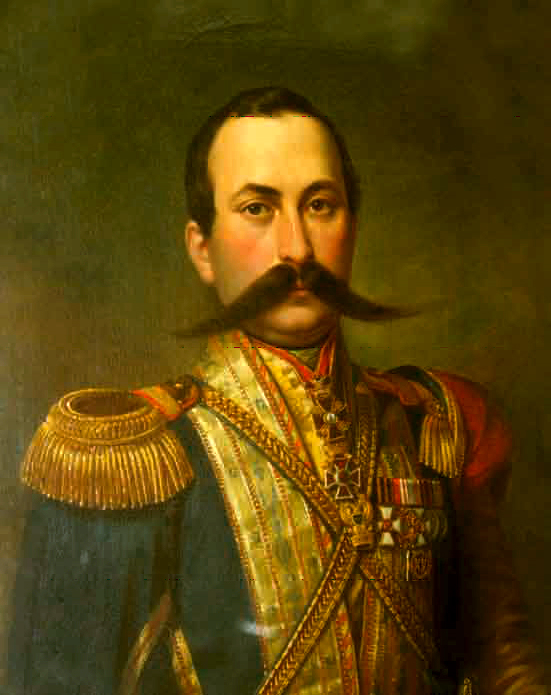
Портрет Генерал-лейтенанта Гасан-бека Агаларова

Початкову художню освіту здобув під час навчання у Волинському ліцеї в місті Кременець в художника-портретиста Юзефа Пітшмана.
Пенсіонер Віленського університету.
З 1827 по 1833 роки відвідував як сторонній учень класи Імператорської Академії мистецтв у Санкт-Петербурзі, в якій головним його наставником був академік А. О. Орловський. У 1833 році він написав кілька акварельних портретів, в тому числі й портрет Н. В. Кукольника.
Після закінчення академії зі званням «вільний художник», завдяки урядовій стипендії, отримав можливість продовжити освіту та вдосконалювати свою майстерність в Римі, куди він прибув в листопаді 1833 року, відвідавши до цього Дрезден, Відень, Болонью і Флоренцію.
У Римі Канівський завоював славу відомого портретиста. За написаний ним портрет Папи Григорія XVI, був нагороджений папський лицарським орденом Золотий шпори. Тоді ж став членом dell'Accademia dei Virtuosi al Pantheon.
В 1842 художник повернувся в Санкт-Петербург, де жив і працював до 1846 року.
У 1845 році за «Портрет фельдмаршала Івана Паскевича» був вшанований званням академіка.
У 1846 році Канівський остаточно оселився у Варшаві та, як професор, очолив, після смерті Олександра Кокуляра, катедру рисунка та живопису в столичній Школі витончених мистецтв.
У наступні роки (1858—1864) Канівський був директором цієї Школи. У 1860 році він був одним з організаторів варшавського Товариства заохочення мистецтв і все своє життя перебував в числі його керівників.
Після придушення польського повстання 1863 року, влада закрила Школу витончених мистецтв. Тому з 1865 і до своєї смерті в 1867 році художник керував класом малюнка.
Ян Ксаверій Канівський був автором численних портретів членів царської сім'ї Російської імперії (в тому числі, імператора Миколи I) і представників вищого світу Королівства Польського.
Був відомий, як портретист, не тільки в Польщі, а й за межами. Створив також ряд картин на історичні та релігійні теми.
Мав репутацію лояльного до влади поляка. Був єдиним професором в Школі витончених мистецтв.